# Liste de produits IBM
Cette page contient une liste de produits développés par la compagnie IBM et décrits dans Wikipédia en langue française.

## Processeurs

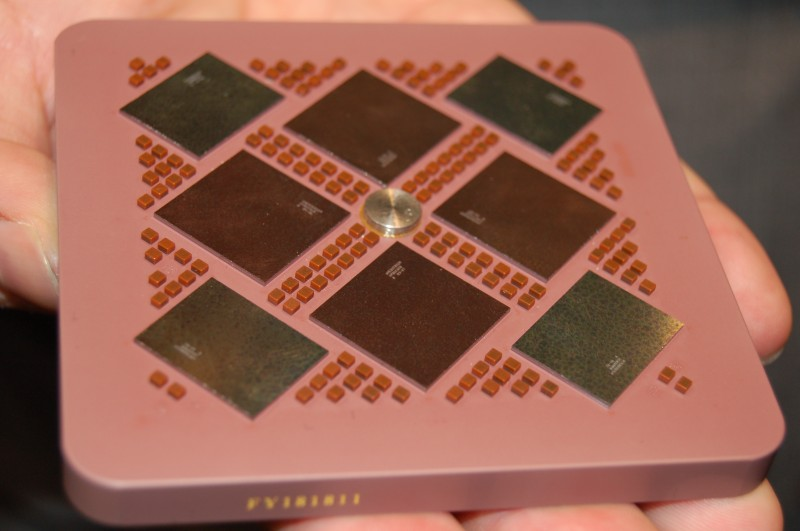
Processeur Power 5

- IBM POWER
  - POWER4
  - POWER5
  - POWER6
  - POWER7
  - POWER8
  - POWER9
  - POWER10
- System z

## Cartouches magnétiques

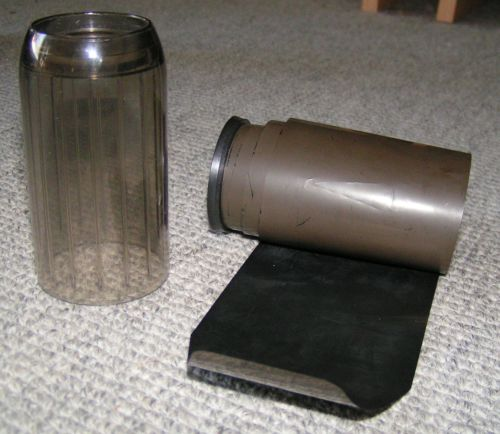
Cartouche magnétique IBM 3850

- IBM 3480 (en)
- IBM 3590
- IBM 3592 (en)
- IBM 3850 (en)

## Ordinateurs classiques

### À base de tubes à vide
- IBM 650 (gestion)
- IBM Série 700

### À base de transistors
- IBM Série 1400 (gestion)
- IBM Série 7000

### À base de circuits intégrés

#### Centraux
- Système IBM 360
- Système IBM 370
- 3031, 3032 et 3033
- 4331 et 4341 (1979)
- 3081 et 3083
- IBM 9370 : 370 en rack conçu pour être installé dans des petits services, filiales, agences, tout en pouvant être maintenu à distance par une équipe centrale si besoin.
- zSeries

#### Départementaux
- IBM 1800 (ordinateur temps réel conçu pour le pilotage de processus industriels) - 1964.
- IBM 1130 (version du 1800 destinée au calcul scientifique, universités, écoles d'ingénieurs...) - 1965
- Système 3 (ordinateur de gestion bon marché utilisant des mini-cartes à 96 colonnes) - 1969
- Système 7 (alias IBM 5010 - surveillance et commande de processus industriels) - 1971
- IBM 3790, puis IBM 8100 - informatique délocalisée en liaison avec un système central
- Système 36
- Système 38, prédécesseur de l'AS/400

## Ordinateurs personnels

### Fondés sur des circuits IBM
- IBM 5100 - 1975 - 25 kg.
- IBM 5110 - 1978 - similaire au 5100, mais à façade noire et plus rapide.
- IBM 5120 - 1980 - 45 kg.

### À base de microprocesseurs Intel

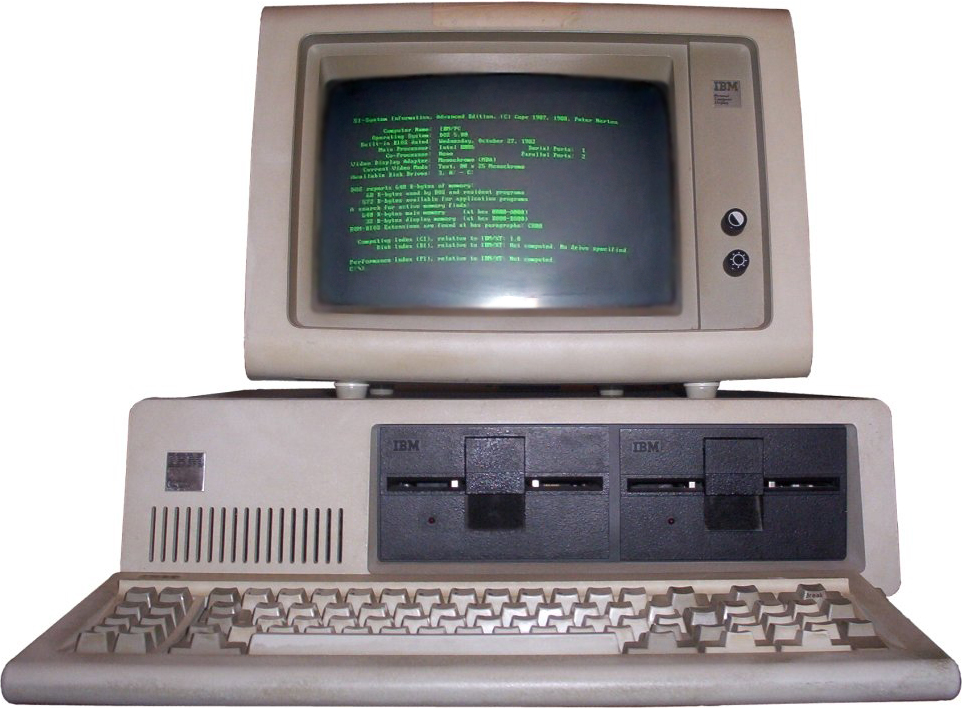
IBM PC 5150

- Une machine de traitement de texte d'IBM à disquettes, le Visiotexte (en:Displaywriter) fut pour quelques bricoleurs le premier PC griffé IBM : motorisée par un 8086 (plus puissant que le 8088), elle pouvait être équipée du système d'exploitation CP/M et fonctionner en ordinateur personnel, bien que n'ayant jamais été commercialisée à cette fin.
- IBM 5322  Datamaster - juillet 1981. Ne restera que quelques semaines au catalogue en raison de l'annonce du 5150. Il était motorisé par un Intel 8085 à 8 bits !
- IBM 5150 — Le fameux ordinateur PC d'IBM - 1981 (disponible en France à partir de 1983 seulement[1]).
- IBM 5160 — Le PC/XT, équipé d'un disque dur et d'une carte série en standard - 1983
- IBM 5170 — Le PC/AT, deux fois et demie plus rapide grâce à son 80286 et son bus 16 bits - 1984
- IBM 5140 - Le « convertible », portatif à écran LCD monochrome - 1986
- IBM Personal System/2 - 4 ordinateurs annoncés en 1987. D'autres de la même ligne le seront ensuite.

Le 4860, nommé PC junior (PC Jr - 1984) et destiné à l'usage domestique, bien que nommé un peu hâtivement « machine de l'année » par une partie de la presse Outre-Atlantique juste avant les fêtes, fut boudé par le public (clavier incommode, écran trop grossier, incompatibilité avec des logiciels populaires comme Wordstar, Lotus 1-2-3, Flight Simulator…) et retiré  de commercialisation en moins de six mois, en dépit de son prix de 699 dollars pour le premier modèle.
Les IBM 3270 PC/G et PC/GX s'attachaient à une unité de contrôle d'écran 3270 classique et fonctionnaient comme tels tout en ayant les possibilités de traitement graphique local d'un PC. Leur marché était celui des entreprises.

## Logiciels

### Systèmes d'exploitation
- TOS/360 et DOS/360 (systèmes à bande et à disque pour les petits modèles de 360)
- OS/360 versions MFT (nombre fixe de tâches) et MVT (nombre variable de tâches)
- OS/VS1 et OS/VS2, successeurs de MFT et MVT gérant la mémoire virtuelle
- MVS, modernisé en z/OS
- VM/CMS (VM est un hyperviseur pouvant accueillir plusieurs systèmes d'exploitation concurrents, destiné au départ à faciliter les migrations; les CMS sont des systèmes d'exploitation d'usage très aisé hébergés par VM)
- OS/400
- OS/2
- AIX— La version Unix d'IBM

### Middleware
- Lotus
- DB2
- Informix
- Websphere
- Tivoli
- Rational
- Datastage